# Joana Choumali
Joana Choumali (* 1974) je fotografka na volné noze se sídlem v Abidžanu na Pobřeží slonoviny. Fotografie používá ke zkoumání problémů identity a rozmanitosti afrických kultur. Její série z roku 2014, Hââbré, The Last Generation dokumentuje poslední generaci skarifikovaných Afričanů. V roce 2019 jí byla udělena cena Prix Pictet za cyklus Ça va aller (To bude v pořádku).

## Život a dílo
Choumali se narodila a vyrůstala v Abidžanu. Po absolvování místních mezinárodních škol studovala grafiku v Casablance a před zahájením fotografické kariéry pracovala jako umělecká ředitelka v reklamní agentuře. Její styl zahrnuje konceptuální portrét, kombinovaná média a dokument. Velká část její práce se zaměřuje na Afriku, její předpoklady o rozmanitosti kultur kolem sebe a její rozšiřující se pojetí světa.
Jako dítě Choumali cestovala do Adaou, městečka na jihovýchodě, za babičkou, farmářkou a obchodnicí. Často pociťovala kulturní odpojení, protože nemluvili stejným jazykem ani nesdíleli životní zkušenosti. Poté, co její babička zemřela v roce 2001, Choumali naříkala nad ztrátou části své rodinné historie a zpochybňovala svou identitu Afričanky. Tato zkušenost inspirovala její portrétní sérii z roku 2014 „Resilients“, která dokumentuje mladé profesionální africké ženy, které také bojovaly s napojením na tradiční minulost své rodiny. Jediným požadavkem bylo, aby ženy nosily tradiční oblečení, které již nosila jejich babička nebo starší příbuzný ženy, což zdůrazňovalo souvislost mezi minulostí a přítomností.
Choumali byla fascinována, když viděla lidi různého sociálního původu hrdě ukazovat svou skarifikaci obličeje na Pobřeží slonoviny, ale tato praxe vymírá. Autorčina práce z roku 2014 Hââbré, the Last Generation (Hââbré, poslední generace) dokumentuje poslední generaci zjizvených Afričanů. „Hââbré“ znamená „psaní“, „znak“ a „skarifikace“; toto jedno slovo znamená všechny tři pojmy v Kõ, jazyce z Burkiny Faso. Většina fotografovaných lidí emigrovala z Burkiny Faso už dávno, ale skarifikace jim připomíná jejich domovskou zemi a jejich minulost. Projekt shromažďuje jejich svědectví a zkoumá jejich integraci do společnosti obyvatel Pobřeží slonoviny.

## Publikace
- Hââbré, the Last Generation (Hââbré, poslední generace). Fourthwall, 2016. ISBN 978-0-9922404-9-3. Esej: Azu Nwagbogu.
- Bitter Chocolate Stories (Příběhy hořké čokolády). Nizozemsko: Paradox, 2017. Autoři: Choumali a Marijn Heemskerk.

## Výstavy
- Hââbré, the Last Generation, Skin Deep, the Troppenmuseum, Amsterdam, 2014
- Hââbré, the Last Generation, Photoquai Biennale, "We are family" Quai Branly Museum a Eiffelova věž, Paříž, 2015[7]
- Résilientes, Photolux Festival, Sacro e profano, Lucca, Itálie, 2015[8]
- Hââbré, the Last Generation, solo exhibition, 50 Golborne Gallery, Londýn, 2016[9]
- Rencontres de Bamako festival, Bamako, Mali, 2017[10]

## Ocenění
- 2014: LensCulture Emerging Talents Awards, za Hââbré, the Last Generation[11]
- 2014: POPCAP '14 Prize Africa, za Hââbré, the Last Generation[12][13]
- 2016: Nouzový fond Magnum Foundation, za sérii Sissi Barra[14]
- 2016: Cena knihy Fourthwall za Hââbré, the Last Generation[15]
- 2019: Prix Pictet, pro její seriál Ça va aller (To bude v pořádku)[16]